# Tasmaphena helmsiana
Tasmaphena helmsiana är en snäckart som först beskrevs av Tom Iredale 1938.  Tasmaphena helmsiana ingår i släktet Tasmaphena och familjen Rhytididae. Inga underarter finns listade i Catalogue of Life.